# دون لي (مؤلف)
دون لي (بالإنجليزية: Don Lee)‏ (1959، طوكيو في اليابان)؛ روائي أمريكي.